# Primera División de Chile 1975
El Campeonato Nacional de Fútbol de la Primera División de 1975 fue el torneo disputado en la 43.ª temporada de la máxima categoría del fútbol profesional chileno, con la participación de 18 equipos.
El torneo se jugó en dos rondas con un sistema de todos-contra-todos.
El campeón fue Unión Española que logró su cuarto campeonato en la historia.

## Equipos por provincia
| Provincia   | N.º | Equipos |
| ----------- | --- | --- |
| Santiago    | 7   | Colo-Colo, Deportes Aviación, Magallanes, Palestino, Santiago Morning, Unión Española y Universidad de Chile |
| Concepción  | 4   | Deportes Concepción, Huachipato, Lota Schwager y Naval                                                       |
| Valparaíso  | 2   | Everton y Santiago Wanderers                                                                                 |
| Antofagasta | 1   | Regional Antofagasta                                                                                         |
| Coquimbo    | 1   | Deportes La Serena                                                                                           |
| O'Higgins   | 1   | O'Higgins |
| Talca       | 1   | Rangers |
| Cautín      | 1   | Green Cross Temuco                                                                                           |

## Tabla Final
| Pos | Equipo               | PJ | PG | PE | PP | GF | GC | Dif | Pts |
| --- | -------------------- | -- | -- | -- | -- | -- | -- | --- | --- |
| 1   | Unión Española       | 34 | 20 | 10 | 4  | 76 | 36 | 40  | 50  |
| 2   | Deportes Concepción  | 34 | 20 | 8  | 6  | 56 | 30 | 26  | 48  |
| 3   | Huachipato           | 34 | 18 | 6  | 10 | 57 | 40 | 17  | 42  |
| 4   | Green Cross-Temuco   | 34 | 15 | 12 | 7  | 51 | 38 | 13  | 42  |
| 5   | Palestino            | 34 | 13 | 13 | 8  | 66 | 49 | 17  | 39  |
| 6   | Colo-Colo            | 34 | 16 | 7  | 11 | 56 | 44 | 12  | 39  |
| 7   | Lota Schwager        | 34 | 14 | 9  | 11 | 44 | 46 | -2  | 37  |
| 8   | Santiago Morning     | 34 | 13 | 7  | 14 | 59 | 68 | -9  | 33  |
| 9   | Regional Antofagasta | 34 | 9  | 13 | 12 | 64 | 62 | 2   | 31  |
| 10  | Santiago Wanderers   | 34 | 9  | 12 | 13 | 33 | 43 | -10 | 30  |
| 11  | Deportes La Serena   | 34 | 11 | 8  | 15 | 50 | 61 | -11 | 30  |
| 12  | Everton              | 34 | 8  | 13 | 13 | 57 | 59 | -2  | 29  |
| 13  | Universidad de Chile | 34 | 10 | 9  | 15 | 50 | 56 | -6  | 29  |
| 14  | Naval                | 34 | 9  | 11 | 14 | 32 | 47 | -15 | 29  |
| 15  | Rangers              | 34 | 9  | 9  | 16 | 50 | 66 | -16 | 27  |
| 16  | Magallanes           | 34 | 9  | 8  | 17 | 45 | 65 | -20 | 26  |
| 17  | Deportes Aviación    | 34 | 8  | 10 | 16 | 40 | 63 | -23 | 26  |
| 18  | O'Higgins            | 34 | 8  | 9  | 17 | 46 | 59 | -13 | 25  |

PJ=Partidos jugados; PG=Partidos ganados; PE=Partidos empatados; PP=Partidos perdidos; GF=Goles a favor; GC=Goles en contra; Dif=Diferencia de gol; Pts=Puntos
|  | Campeón. Clasifica a Copa Libertadores 1976. |
|  | Clasifica a la Liguilla Pre-Libertadores.    |
|  | Juega definición por el descenso.            |
|  | Desciende a Segunda División.                |

## Campeón
|                        |
| Campeón Unión Española |
| 4.° título             |
|                        |

## Desempate por el Descenso
| 14 de enero de 1976 | Deportes Aviación      | 1 : 0 | Magallanes | Nacional, Santiago                                            |                                                               |
|                     | Luis Rojas Álvarez 43' |       |            | Asistencia: 24.780 espectadores Árbitro(s): Rafael Hormazábal | Asistencia: 24.780 espectadores Árbitro(s): Rafael Hormazábal |

Magallanes desciende a Segunda División

## Liguilla Pre-Libertadores
| Pos | Equipo              | PJ | PG | PE | PP | GF | GC | Dif | Pts |
| --- | ------------------- | -- | -- | -- | -- | -- | -- | --- | --- |
| 1   | Palestino           | 3  | 1  | 2  | 0  | 6  | 4  | 2   | 4   |
| 2   | Deportes Concepción | 3  | 1  | 1  | 1  | 4  | 4  | 0   | 3   |
| 3   | Huachipato          | 3  | 1  | 1  | 1  | 3  | 3  | 0   | 3   |
| 4   | Green Cross-Temuco  | 3  | 0  | 2  | 1  | 3  | 5  | -2  | 2   |

PJ=Partidos jugados; PG=Partidos ganados; PE=Partidos empatados; PP=Partidos perdidos; GF=Goles a favor; GC=Goles en contra; Dif=Diferencia de gol; Pts=Puntos
|  | Clasifica a la Copa Libertadores 1976 |

## Goleadores
| Jugador                  | Goles | Equipo                |
| ------------------------ | ----- | --------------------- |
| Víctor Pizarro           | 27    | Santiago Morning      |
| Sergio González          | 20    | Everton               |
| Alberto Hidalgo          | 19    | Palestino             |
| Francisco Cuevas         | 18    | O'Higgins             |
| Enrique Graf             | 17    | Green Cross-Temuco    |
| Ricardo Rojas            | 16    | Regional Antofagasta  |
| Julio Crisosto           | 16    | Colo-Colo             |
| Fernando Espinoza        | 16    | Magallanes            |
| Jaime Barrera            | 15    | Deportes La Serena    |
| Carlos Rivas             | 14    | Regional Antofagasta  |
| Juan Carlos Orellana     | 14    | Colo-Colo             |
| Miguel Ángel Neira       | 14    | Huachipato            |
| Julio Guerrero           | 13    | Deportes La Serena    |
| Luis Miranda             | 13    | Unión Española        |
| José Manuel Vásquez      | 12    | Antofagasta Portuario |
| Patricio Romero          | 12    | Green Cross-Temuco    |
| Jorge Américo Spedaletti | 12    | Unión Española        |